# 홈데렐라
홈데렐라는 SBS F!L과 TV조선, 라이프타임이 공동으로 기획하고 있는 주택 컨설팅 전문 예능 프로그램이다. 소개되어 있는 프로그램의 내용은 집을 배경으로 다루는 내용으로서 《구해줘! 홈즈》나 《건축탐구 - 집》과 거의 유사하다.

## 출연진[2]
- 김성주 (홈데렐라 컴퍼니 대표·기획 총괄 담당)
- 정형돈
- 나르샤
- 기은세

## 장소
- 1회 : 경기도 안산시 화정동 (단독주택, 1997년 4월)
  - 소재지 : 경기도 안산시 단원구 꽃우물길 90 (화정동 472-2)
- 2회 : 서울특별시 영등포구 양평동, 구로구 항동 (아파트)
- 3회 : 서울특별시 성북구 성북동 (단독주택, 1959년)
  - 소재지 : 서울특별시 성북구 성북로 14길 28 (성북동 145-29)
- 4회 : 경기도 용인시 처인구 (상가, 1992년)
- 5회 : 서울특별시 양천구 신월동 (아파트, 2020년)
- 6회 : 충청북도 증평군 증평읍
  - 소재지 : 충청북도 증평군 증평읍 광장로 163 (증천리 244)
- 7회 : 경기도 용인시 수지구 동천동 (아파트, 2007년)
- 8회 : 경상북도 군위군 효령면 (상가, 1992년)
  - 소재지 : 경상북도 군위군 효령면 중구2길 3 (중구리 171-6)
- 9회 : 서울특별시 성북구 성북동
- 10회 : 서울특별시 용산구, 강북구 (추정)

## 시청률
※ 시청률은 TV조선을 기준으로 설명된다.
| 회차 | 방송일   | AGB 시청률     |
| 회차 | 방송일   | 대한민국(전국) |
| ---- | -------- | -------------- |
| 1    | 4월 19일 | 1.1%           |
| 2    | 4월 26일 | 1.2%           |
| 3    | 5월 3일  | 1.5%           |
| 4    | 5월 10일 | 1.2%           |
| 5    | 5월 17일 | 1.6%           |
| 6    | 5월 24일 | 1.2%           |
| 7    | 5월 31일 | 0.7%           |
| 8    | 6월 7일  | 1.6%           |
| 9    | 6월 14일 | 2.1%           |
| 10   | 6월 21일 | 1.0%           |
| 11   | 6월 28일 | %              |

## 방송 시간
- TV조선 : 일요일 오전 11시 50분
- 라이프타임 : 일요일 오전 11시 48분
- SBS F!L : 일요일 오전 11시 49분
- SBS MTV : 월요일 오후 1시 30분
- SBS CNBC : 토요일 저녁 6시 55분

## 유사 프로그램
- 구해줘! 홈즈
- 건축탐구 - 집
- 좋은 아침 - 하우스
- 하우스 대역전
- 와타나베의 건물탐방
- 집 나와라 뚝딱(영어판)